# Ivan Derjoegin
Ivan Kostjantynovytsj Derjoegin (Oekraïens: Іван Костянтинович Дерюгін) (Zmiïv (Oblast Charkov), 25 november 1928 - Kiev, 10 januari 1996) was een Sovjet-Oekraïens modern vijfkamper.

## Biografie
Derjoegin werd in 1956 olympisch kampioen moderne vijfkamp met het team, individueel eindigde hij als negende.
Met het Sovjetteam werd hij in 1961 wereldkampioen en won individueel zilver.

## Belangrijkste resultaten

### Olympische Zomerspelen
| Jaar | Plaats    | Resultaat             |
| ---- | --------- | --------------------- |
| 1956 | Melbourne | 9e individueel · team |

### Wereldkampioenschappen
| Jaar | Plaats | Resultaat          |
| ---- | ------ | ------------------ |
| 1961 | Moskou | team · individueel |

1952: Benedek, Kovácsi, Szondy
1956: Derjoegin, Novikov, Tarassov ·
1960: Balczó, Nagy, Németh ·
1964: Minejev, Mokejev, Novikov ·
1968: Balczó, Moná, Török ·
1972: Lednjev, Onisjtsjenko, Sjmelev ·
1976: Fox, Nightingale, Parker ·
1980: P. Lednjev, J. Lipejev, Starostin ·
1984: Cristofori, Masala, Massullo ·
1988: Fábián, Martinek, Mizsér ·
1992: Czyżowicz, Gożdziak, Skrzypaszek